# Војводство
Војводство (такође војводина или војводовина) је назив за подручје под управом војводе. Обично се односи на неку област или покрајину у саставу одређене државе, чији локални владар или управник има титулу војводе. Назив је словенског порекла и сматра се еквивалентом западноевропским терминима Ducatus и Herzogtum, а од овог последњег је настало име данашње Херцеговине.
Назив војводство се историјски употребљавао у неколико словенских земаља (Србији, Словенији, Бугарској, Пољској, Русији, итд.), а био је у употреби и у неким суседним несловенским земљама (Румунији, Угарској, Литванији, Летонији), које су га преузеле од својих словенских суседа. Данас се термин употребљава за покрајине (војводства) Пољске, а од њега води порекло и име данашње Аутономне Покрајине Војводине у Србији.
Војводство је средњовековна земља, територија, феуд или домен којим је владао војвода или војвоткиња, високо рангирани племић хијерархијски други до краља или краљице у европској традицији. Термин се користи готово искључиво у Европи, где у данашње време није остало ниједно суверено војводство (тј. са статусом националне државе).
Термин „војвода” (попут одговарајућег „војводства”) не треба мешати са титулом велики војвода (или велико војводство, попут данашњег Великог војводства Луксембург), јер постоји значајна разлика у рангу између те две титуле.
У заједничком европском културном наслеђу, велики војвода је трећи највиши монархијски ранг, после цара и краља. Његов синоним у многим словенским и балтичким европским језицима (руски, литвански итд.) преведен је као велики принц, док већина германских и романских европских језика (енглески, француски, шпански, италијански итд.) користи изразе који одговарају великом кнезу. За разлику од војводе, суверени велики војвода се сматра краљевском влашћу (или на немачком, „краљевско племство”, Königsadel). Исправан облик обраћања великом војводи је његово краљевско височанство, док је за некраљевског војводу у Уједињеном Краљевству користи његова милост.
Насупрот овоме, чин војводе се разликује од земље до земље. На пример, у Немачкој је војвода наведен у аристократској хијерархији испод цара (Kaiser), краља (König), великог војводе (Großherzog) и изборника (Kurfürst) - тим редоследом - док је у Британији војвода на трећем месту после краља/краљице и принца (не постоји британски велики војвода или изборник).
У свим земљама постојала је важна разлика између „суверених војвода” и војвода потчињених краљу или цару. Нека историјска војводства била су суверена у областима које ће постати део националних држава тек током модерне ере, као што су Немачка (савезно царство) и Италија (уједињено краљевство). Насупрот томе, други су били подређени окрузи тих краљевстава која су се делимично или потпуно ујединила током средњовековне ере, попут Француске, Шпаније, Сицилије, Напуља и Папске државе. У Енглеској се тај израз користи у контексту на нетериторијалних ентитета.

## Примери
Традиционално, велико војводство је попут Луксембурга или Тоскане (1569–1860), углавном било независно и суверено. Такође је било много суверених или полусуверених војводстава у де фацто конфедералном Светом римском царству (961–1806) и немачким говорним подручјима.
У Француској је у средњем веку постојало више војводстава, укључујући Нормандију, Бургундију, Бретању и Аквитанију.
Средњовековна немачка матична војводства (дословно „племенско војводство”, званична титула његовог владара је била херцог или „војвода”) била су повезана са франачким краљевством и одговарала су подручјима насељавања главних германских племена. Они су формирали језгра главних феудалних држава које су чиниле рано доба Светог римског царства немачке нације (961-1806; на немачком: Heiliges Römisches Reich Deutscher Nation). То су били Schwaben (Швапска, углавном данашња немачка држава Баден-Виртемберг), Bayern (Баварска) и Sachsen (Саксонија) у прекаролиншко доба, а Franken (Франконија, тренутно северни део немачке државе Баварске) и Lothringen (Лорена, данас углавном део Француске) додати су у посткаролиншко доба. Као што је горе поменуто, такав војвода је назван херцог (дословно „онај који предводи [трупе]”).
У средњовековној Енглеској створена су војводства повезана са територијама Ланкашир и Корнвол, са одређеним моћима и имањима која су припадала њиховим војводама. Војводство Ланкастер створено је 1351. године, али се спојило са круном када је 1399. године Хенри Болингбрук, војвода од Ланкастера, ступио на енглески престо као Хенри . У данашње време војводство Ланкастер увек припада суверену и његов приход је приватан. Војводство Корнвол је створено 1337. године и наследно су га држале војводе Корнвола, који су такође били наследници престола. Данас војводство Корнвол припада сувереновом престолонаследнику, ако постоји. Оно се враћа круни у одсуству престолонаследника и аутоматски се додељује престолонаследнику по рођењу. Ова војводства данас су углавном изгубила било какву нецеремонијалну политичку улогу, али генеришу приватни приход својих власника. Током Ратова ружа, војвода од Јорка је успешно ушао у град Јорк, само тврдећи да неће починити икакву штету и да је његово право да поседује „његово војводство Јорк”. Сва феудална војводства која су сачињавала Енглеску од тада су апсорбована унутар Краљевске породице. Осим Корнвола и Ланкастера, британска краљевска војводства су титуларна и не обухватају земљишне поседе. Некраљевска војводства су повезана са војводском имовином, али ово се подразумева као приватно власништво војводе, без икаквих других феудалних привилегија.
У новије време територијална војводства су постала ретка; већина војводстава додељених у последњих неколико векова била је чисто церемонијалног или почасног карактера (види војвода). У данашње време су нестала сва независна (тј. суверена) војводства.
Луксембург, независна и суверена држава са историјом која датира још из 8. века, једино је преостало независно велико војводство, чији је шеф државе био велики војвода Хенри (династија Луксембург-Насау) од 2000. године.
На Блиском истоку концепт бејлика може се сматрати еквивалентним војводству („беј“ је турска титула за главу куће и слична је „војводи” када је та особа највиши представник државе у кнежевини). На пример, Османско царство, прво само номадско племе Каји међу Огузима (Огузким Турцима), настањено у Битинији на граници са Византијским царством, еволуирало је под Румским султанатом (Селџуци у Анадолији) у пограничну кнежевину (Uç beyliği/маркгрофи). Она је постала независна кнежевина након што су анатолску државу Селџука срушили Монголи. Касније је оно даље прерасло у царство освајањем оближњих анадолских бејлика, такође остатака Румског султаната.

## Војводства

### Данашња
У Србији:
- Војводина (данас по карактеру није војводство већ аутономна покрајина, али се историјски назив војводства задржао у њеном имену)

У Пољској:
- Војводство Варминско-мазурско
- Војводство Великопољско
- Војводство Доње Шлеско
- Војводство Западно Поморје
- Војводство Кујавско-Поморје
- Војводство Лођ
- Војводство Лублин
- Војводство Лубуш
- Војводство Мазовско
- Војводство Малопољско
- Војводство Опоље
- Војводство Поткарпатје
- Војводство Подласко
- Војводство Поморје
- Војводство Светокришко
- Војводство Шлеско

### Историјска
У Србији:
- Војводство Салана (9. век)
- Војводство Глада (9. век)
- Војводство Ахтума (11. век)
- Војводство Сермона (11. век)
- Сремско војводство Радослава Челника (16. век)
- Српска Војводина (1848—1849)
- Војводство Србија и Тамишки Банат (1849—1860)

У Словенији:
- Војводина Крањска
- Војводина Штајерска
- Војводина Корушка

У Румунији:
- Војводство Влашка
- Војводство Молдавија
- Војводство Трансилванија

У осталим земљама:
У Пољској, Литванији и Летонији је историјски такође постојао већи број војводстава.
- Војводства Салана и Глада, 9. век
- Војводства Ахтума и Сермона, 11. век
- Сремско војводство Радослава Челника (16. век)
- Српска Војводина (1848—1849)
- Војводство Србија и Тамишки Банат (1849—1860)
- Румунска војводства 1600. године